# Friedrich Wilhelm Argelander
Friedrich Wilhelm August Argelander (n. 22 martie 1799 - d. 17 februarie 1875) a fost un astronom german, cunoscut pentru faptul că determinat strălucirea mai multor stele, pozițiile și distanțele până la acestea.
A fost unul dintre primii astronomi care au studiat stelele variabile.
În 1842 a descoperit corpul ceresc Groombridge 1830, care va fi numit Steaua lui Argelander.
Împreună cu Adalbert Krüger și Eduard Schönfeld, a întocmit un catalog stelar, care a fost publicat între 1852 și 1859 și este cunoscut sub denumirea Bonner Durchmusterung.

## Biografie
În 1822 a absolvit Universitatea din Königsberg. Din 1820 a lucrat ca asistentul lui Bessel în Observatorul Konigsberg. În 1823 a fost numit observator al observatorului nou creat în Abo (Turku), în 1832 sa mutat la Helsingfors (Helsinki), unde a supravegheat construcția unui nou observator (terminat în 1835) și până în 1837 l-a condus. În 1837 a acceptat invitația de a conduce departamentul de astronomie de la Universitatea din Bonn. În Bonn, el a fost, de asemenea, angajat în construirea unui observator universitar, care a fost finalizat în 1845. În 1864-1867 a fost președinte al Societății Astronomice Germane.